# Сухоносовка (Чернухинский район)
Сухоносовка (укр. Сухоносівка) — село в Постав-Муковском сельском совете Чернухинского района Полтавской области Украины.
Код КОАТУУ — 5325183807. Население по переписи 2001 года составляло 378 человек.

## Географическое положение
Село Сухоносовка находится в 3-х км от правого берега реки Многа, в 2,5 км от сёл Постав-Мука, Пацалы и Позники. По селу протекает пересыхающий ручей с запрудой. Рядом проходит автомобильная дорога Р-60.

## Происхождение названия
Согласно легенде первым жителем села был казак Сухонос. В реестре Чернуской сотни 1649 года упоминается Гаврило Сухоносовский. Но в первых переписях села (1666, 1732, 1734, 1741, 1745, 1747 гг.) людей с фамилией Сухонос не было.
На территории Украины 2 населённых пункта с названием Сухоносовка.

## История
- 1650 — первое упоминание о селе.
- В 1666 году в селе — 15 крестьянскийх хозяйств (казаков не переписывали).
- В 1732 году — 13 казацких и 47 крестьянских хозяйств.